# Retesz-hágó
A Retesz-hágó vagy más néven Závory-hágó (szlovákul Závory) a Magas-Tátra egyik hágója Szlovákiában. A Sima-hegytől délnyugati irányban leágazó oldalgerincben fekszik, a Kapor-völgy és a Csendes-völgy közötti könnyű átjáró 1876,5 m magasan.

## Túrák a hágóhoz
- A Kapor-völgyből (D-ről)

Podbanszkótól vagy a volt Vázseci menedékháztól (Rašo kpt.-menedékháztól) a Kapor-völgybe és ebben a hlinszka-völgyi útelágazásnál balra a zöld jelzésen tovább (a kék jelzés a Kapor-hágóra vezet), a törpefenyővel borított, elég meredek É. völgylejtőre. Ezen szerpentinekben fel a kicsiny Kolbenheyer-tó (1737 m) magasan fekvő katlanába (Podbanszkóról 5 ó). Innen az ösvény füves lejtőn kanyarog fel a Retesz-hágóba (Závory-hágóba) (25 p).
- A Csendes-völgyből (É-ról)

Podbanszkóról a sárga jelzésű úton a Kapor-patak nagy hídjához (30 p, erdészlak). A patak bal partján; kb. 2 ó 15 p múlva a jobb partjára kerülünk át. Itt – az É. völgylejtőből előugró Jávor-szikla (1182 m) tövében – találkozik a sárga és a piros jelzés, és az eddig alig emelkedő völgy kettéágazik. (A balra elágazó piros jelzésű ösvény a Toman-völgybe visz.) Mi a sárga jelzésű ösvényt követjük, amely az eddigi É. irányból K-re elkanyarodó völgyben vezet tovább. (30 p után újabb útelágazás: a sárga jelzés balra a Szucha-hágóra vezet.) A piros jelzésen, továbbra is a patak jobb partján, a jobbra elkanyarodó, meredek fővölgyben tovább. Ez lépcsőzetesen emelkedik a völgyzárlat felé, ahol a Sima-hágó és a Retesz-hágó (Závory-hágó) alatt fekvő tágas, szelíd katlan legfelső teraszához (1 ó 15 p). Itt a zöld jelzéssel találkozva jobbra fel a közeli, széles nyeregbe (10 p; Podbanszkótól 5 ó 15 p).
- A Sima-hágóból

A hágóról gyengén ereszkedő ösvény vág át a Sima-hegy NY. oldalában – DNY. irányban – a Retesz-hágóhoz (Závory-hágóhoz) (15 p).
- A Liliom-hágóból

Zöld jelzés. A hágó legmélyebb behorpadásától kevéssel K-re az ösvény a Walentko-völgyecskéhez (Bálint-völgyhöz) ereszkedő, D. hegyoldalban rézsút balra (DK. irányban) visz lefelé a völgyecske aljába. Ezt kb. 1800 m magasságban D. irányban keresztezi. Utána kissé emelkedve néhány kanyarral a Walentko-csúcs (Bálint-csúcs) a völgyecskét D-ről határoló, erősen kiugró NY. gerincnyúlványára kapaszkodik, amit kb. 1975 m magasságban meredek sziklák fölött keresztez (30 p). A gerincnyúlvány túlsó oldalán az ösvény a meredek hegylejtőn továbbra is dk. irányban kanyarog, hogy azután eleinte erősebb eséssel, majd végül szelíd emelkedéssel a Sima-hágó és a Sima-hegy alatt elhaladva – a Csendes-völgy zárlata fölött – nagy ívben j. a Retesz-hágóhoz (Závory-hágóhoz) vezessen át (30 p; összesen 1 ó 30 p).